# 索科斯克薩爾根
索科斯克萨尔根是菲律賓的一個大區，位於菲律賓棉蘭老島的中部，編號XII。面积14,373km²，人口2,598,210。
该大区舊稱中棉蘭老大區，在加入一個原屬南棉蘭老大區的省份後，改用现名。此名稱由大區內四個省及一個城市的縮寫所組成，所代表的省份及城市為：
- SoC-C-SK-Sar-Gen
  - SoC：南哥打巴托省（South Cotabato）、
  - C：哥打巴托省（Cotabato）、
  - SK：蘇丹庫達拉省（Sultan Kudarat）、
  - Sar：薩蘭加尼省（Sarangani）及
  - Gen：三投斯將軍市（General Santos City）。

因此，或許可以按各省及城市翻譯後的縮寫譯為「南哥蘇庫薩將大區」，又或按這個縮寫的發音而音譯成為索科斯克薩爾根大區。

## 行政中心
索科斯克薩爾根的行政中心是科罗纳达尔市，位於南哥打巴托省。在2004年3月30日以前，本大區的行政中心仍在哥打巴托市，之後遷移到科羅納達爾市。
哥打巴托市在地理上雖然位於棉蘭老穆斯林自治區马京达瑙省內，但行政上卻屬於索科斯克薩爾根，享有獨立的行政。不過，棉蘭老穆斯林自治區在國會的席位卻設於哥打巴托市內。
在1987年穆斯林自治區成立之前，馬京達瑙省屬於中棉蘭老大區，即現在的索科斯克薩爾根大區。

## 地理
由於本區的山谷及山脈非常多，延伸到海裡，形成本大區極長的海岸線。棉蘭老島的山谷及山脈使這裡的水資源亦很充足，形成龐大的河流水系，並於本區的盆地匯聚。因此，本區的農業非常發達，食物、食水及能源都非常豐富。
流經哥打巴托市的棉蘭老大河（Rio Grande de Mindanao）是本島最長的河流，以及菲律賓第二長的河流。

## 行政區劃
| 省份／城市   | 首府                         | 人口 （2000年統計） | 面積 （km²） | 人口密度 （每平方公里） |
| ------------ | ---------------------------- | ------------------- | ------------ | ----------------------- |
| 北哥打巴托省 | 基達帕萬市（Kidapawan City） | 958,643             | 6,565.9      | 146.0                   |
| 萨兰加尼省   | 阿拉貝爾（Alabel）           | 410,622             | 2,980.0      | 137.8                   |
| 南哥打巴托省 | 科罗纳达尔市                 | 690,728             | 3,996.1      | 172.9                   |
| 苏丹库达拉   | 伊蘇蘭（Isulan）             | 586,505             | 4,714.8      | 124.4                   |
|              |                              |                     |              |                         |
| 哥打巴托市   | —                            | 163,849             | 175.99       | 931.0                   |
| 桑托斯將軍市 | —                            | 411,822             | 492.86       | 835.6                   |

### 其他主要城市
- 波洛莫洛克市（Polmolok）
- 塔庫戎市（Tacurong）

## 音樂遺產
在馬吉達那額（Maguindanaon）的原住民及其他原住穆斯林/非穆斯林群體的音樂文化是當地獨特文化。當中比較知名的，是一種名為庫林堂的音樂。它是一種在SOCCSKSARGEN，只使用一種特殊的鑼鼓演奏的音樂。

## 附註
1. ↑  
Census of Population (2015). . PSA. |chapter=被忽略 (帮助);